# La maledicció de les bruixes
La maledicció de les bruixes (títol original: The Witches) és una pel·lícula britànica dirigida per Nicolas Roeg, estrenada l'any 1990. Ha estat doblada al català. És una adaptació de la novel·la Les bruixes de Roald Dahl. Va ser nominada el 1990 al premi BAFTA al millor maquillatge i perruqueria.

## Argument
La Gran Bruixa té un pla diabòlic per desempallegar-se de tots els nens a Anglaterra. En principi, les seves bruixes buidaran tots els magatzems de caramels. A continuació, vendran caramels enverinats i xocolata que transforma els nens en ratolins. Llavors, voldran eliminar-los amb paranys per ratolins.
Aquest pla esgarrifós és sentit pel jove narrador de la història. Afortunadament, la seva àvia coneix diverses coses sobre les bruixes. Desgraciadament, abans que no hagi pogut consultar-la, és transformat en ratolí.
S'escapa de les seves urpes i busca la seva àvia a l'hotel. Poca sorpresa, aquesta es reprotxa de no haver pogut ajudar el seu net. Perquè es tracta d'una vella història entra la reina de les bruixes i aquesta: velles adversàries. Després d'algunes tribulacions, Luke, encara ratolí, aprofita el sopar per enverinar les bruixes amb la poció que les transforma en ratolins. El servei de l'hotel les extermine, totes llevat d'una: el braç dret de la reina. De bruixa, aquesta última esdevé fada i el torna a transformar en el petit Luke.

## Repartiment
- Anjelica Huston: Miss Eva Ernst/Gran High Witch
- Maig Zetterling: Helga Eveshim
- Jasen Fisher: Luke
- Jane Horrocks: Miss Irvine
- Rowan Atkinson: Mr. Stringer
- Bill Paterson: Mr. Jenkins
- Brenda Blethyn: Mrs. Jenkins
- Charlie Potter: Bruno Jenkins
- Angelique Rockas: Henrietta
- Anne Lambton: Dona de negre
- Sukie Smith: Marlene
- Rosa Anglès: Dora
- Jenny Runacre: Elsie
- Annabel Brooks: Nicola
- Emma Relph: Millie
- Nora Connolly: Beatrice
- Rosamund Greenwood: Janice

## Crítica
- "Agradable adaptació de la novel·la de Dahl, on destaca el gran treball d'animació de Jim Henson"[3]